# تنیز (شهرستان اریمنتاو)
تنیز (به قزاقی: Teniz) یک دریاچه در قزاقستان است که در شهرستان اریمنتاو واقع شده‌است.